# Albert Burgh

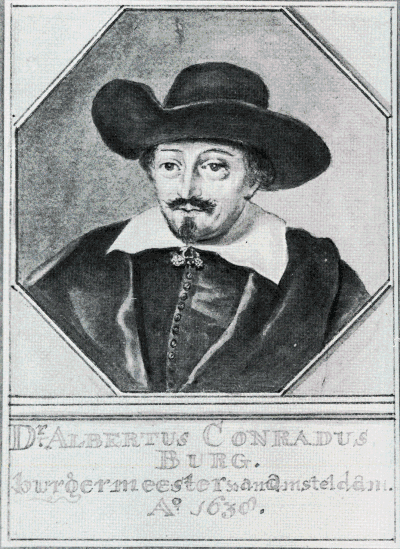
Albert Burgh

Albert Coenraads Burgh (verm. Amsterdam, 1593 – Novgorod, 24 december 1647) was een Nederlandse geneesheer, lid van de vroedschap en burgemeester van Amsterdam.

## Biografie
Burgh was de zoon van de bierbrouwer Coenraad Matthijsz. Burgh en Brechte Pieter Rodingsdochter. Albert kreeg als kind - na de dood van zijn grootvader Pieter Roding - al een toelage van 43 gulden per jaar. Zijn andere grootvader kwam oorspronkelijk uit 's-Hertogenbosch en had zich na een korte tijd in Weesp toch maar in Amsterdam gevestigd. In 1614 ging Albert in Leiden medicijnen studeren. In 1618 vestigde Burgh zich als geneesheer in Amsterdam. Hij trouwde met de Anna Wolphaerts van Diemen en woonde bij zijn moeder op Kloveniersburgwal 23, niet ver van de Nieuwmarkt. Hij had twee zusters Clara en Catharina, de moeder van de diplomaat en roemruchte burgemeester Coenraad van Beuningen. Zijn oom Abel M. Burgh kocht in 1622 een groot pand in de Sint Antoniebreestraat, tegenwoordig het Pintohuis. Hij verkreeg bovendien toestemming de Bijlmermeer droog te leggen.

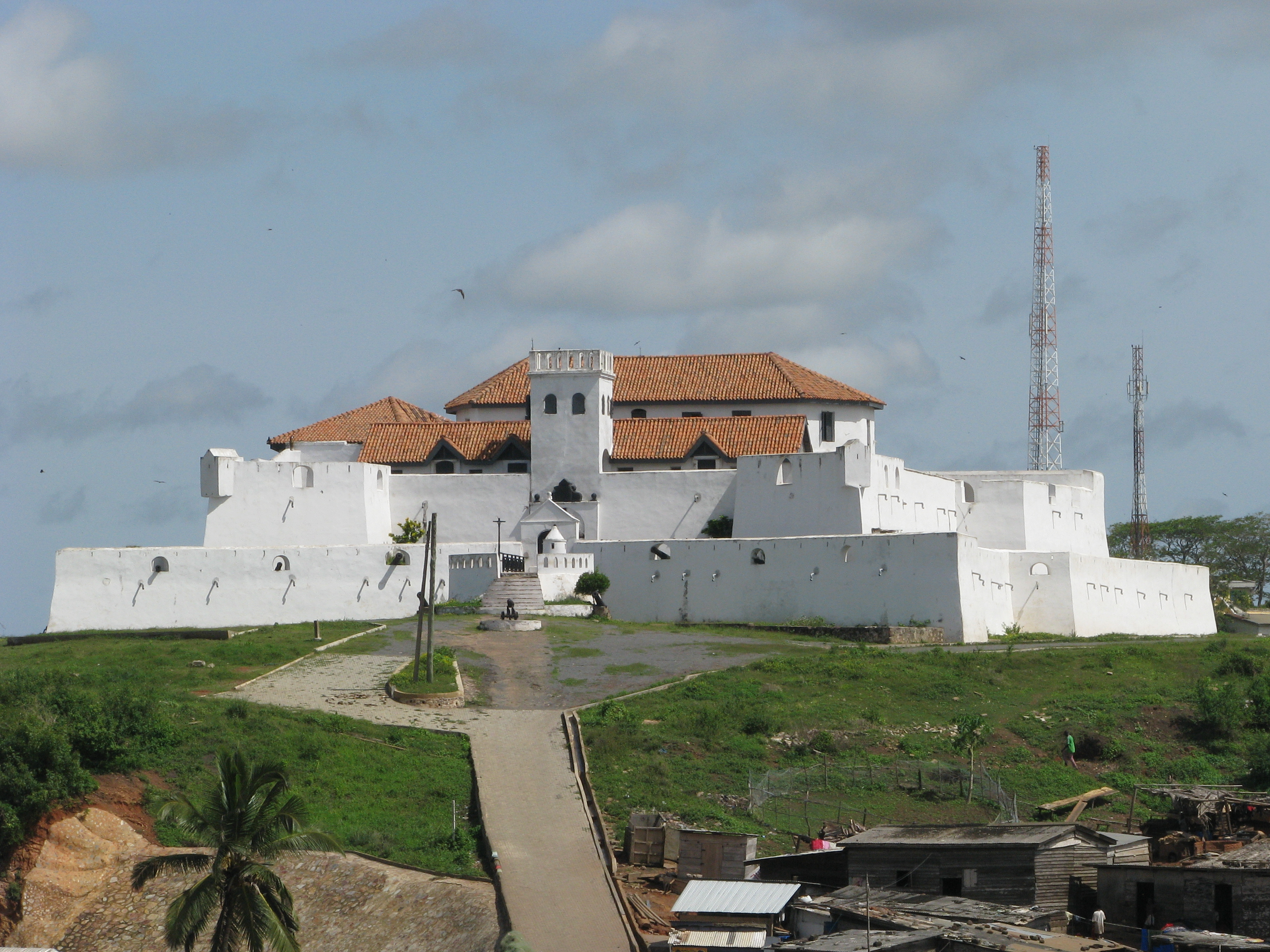
Coenraadsburg in Ghana

Na de val van Johan van Oldenbarneveldt werden in 1618 bij decreet nieuwe, gezagsgetrouwe, prinsgezinde leden in de stedelijke regeringen benoemd. Burgh, die toen nog prinsgezind was, werd in de raad van Amsterdam benoemd op voorspraak van Reynier Pauw, een van de rechters van Oldenbarnevelt. Hij werd in 1619 benoemd tot schepen en scholarch (toezichthouder) van de Latijnse School, terwijl veel Remonstranten (o.a. Jacob Dircksz de Graeff) hun zetel verloren. In 1620 werd hij kapitein in de schutterij van wijk VIII, gelegen op de Lastage. In 1622 werd hij overman van de Voetboogdoelen. Daarmee werd het financiële beheer zijn verantwoordelijkheid. Burgh werd bewindhebber van de Westindische Compagnie. Een plan op 30 oktober behelsde eerst de aanval op het sterke Bahia, een beslissing waarbij de bewindhebbers Adriaen van der Goes uit Delft, Johannes de Laet uit Leiden, Burgh, Kiliaen van Rensselaer en Samuel Blommaert een rol speelden. Blommaert bracht advies uit aan de WIC over Angola, Luanda en Pinda en liet aan het einde dat jaar tientallen soldaten vervoeren. De schepen en soldaten kunnen het koninkrijk Luango, aan de Kongostroom of ergens langs de kust van Afrika als bestemming hebben gehad, maar het is meer waarschijnlijk is dat het Nederlands-Brazilië is geweest, waar Piet Hein voet aan de grond moest proberen te krijgen.Ook kreeg hij een commissariaat bij de Bank van Lening. Zijn compagnie is in 1625 door Werner van den Valckert vereeuwigd. Burgh zit met een passer in zijn hand. Het schuttersstuk bevindt zich in het Amsterdams Historisch Museum.

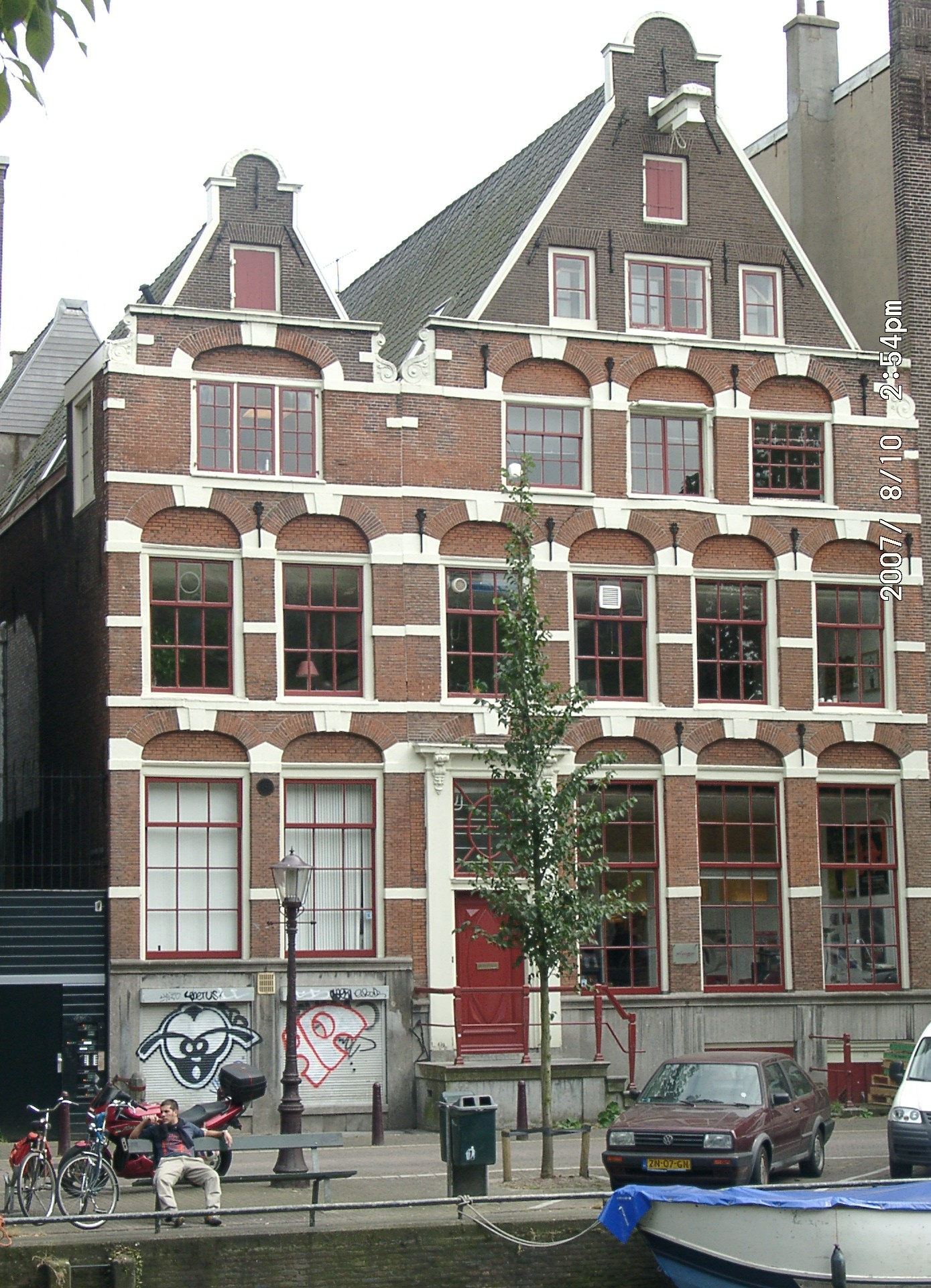
Het huis van Albert Burgh op de Kloveniersburgwal

### Remonstrant
Na de dood van prins Maurits in 1625 ried Burgh, inmiddels geneigd naar de tegenpartij, zijn vriend Joost van den Vondel aan het treurspel Palamedes te schrijven. Het boek werd verboden en Vondel moest voor het werk terechtstaan en Burgh was een van de rechters. De forse boete van 300 gulden is mogelijk door Burgh betaald. In 1626 werd Burgh assurantiemeester; in 1628 overman van de voorname Kloveniersdoelen.
In 1628 werden twee dominees de stad uitgezet. Burgh constateerde dat de magistraten dat niet was gelukt, zonder hulp van stadhouder Frederik Hendrik. In datzelfde jaar werd door Burgh, Samuel Godin, Hans van Loon en Elias Trip, belangrijke kooplieden in Amsterdam, een voorstel ingediend bij de Staten-Generaal der Nederlanden alle schepen verplicht te laten verzekeren; Burgh stemde uiteindelijk tegen. In 1629 vertrok hij als gezant naar Denemarken, omdat de koning van Denemarken de tol in de Sont en op de Elbe had verhoogd. In 1631-1632 maakte hij een reis naar Moskou, samen met een oud-burgemeester van Dokkum, Johan van Veldriel, beide gedeputeerden in de Staten-Generaal van de Nederlanden. Ze probeerden van de tsaar Michael I van Rusland een graanmonopolie voor de Republiek te verkrijgen, iets dat ook Isaac Massa niet was gelukt. Een schenking van 2.000 musketten moest de Russen in de juiste stemming brengen, alvorens het gezantschap vertrok. Afgezien van allerlei zilveren en vergulde schalen en bekers namen de ambassadeurs nog een groot aantal musketten en wapenuitrusting voor de tsaar mee. Het overleg verliep moeizaam; vanwege een wapenstilstand tussen Zweden en Polen (het Verdrag van Altmark) hadden de Russen maar een prioriteit: militaire bijstand in de vorm van wapenleveranties, troepenzending en geldelijke subsidies. De delegatie kreeg weliswaar toestemming graan in te kopen, maar moest daarbij de mededinging dulden van Denemarken, Engeland en Zweden. Eind augustus ging Burgh zwaar teleurgesteld naar huis, Van Veldriel was al eerder vertrokken.

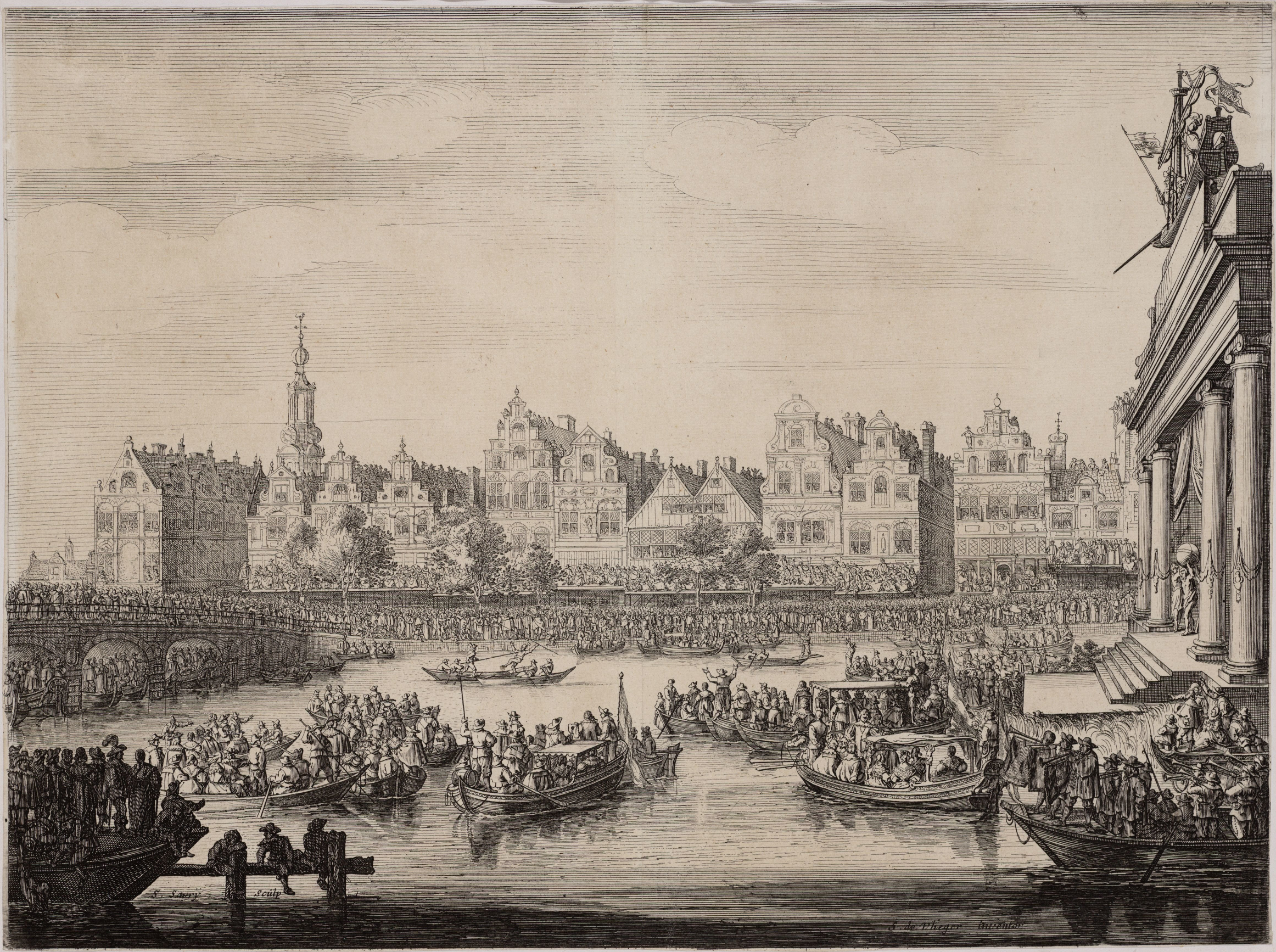
Feestelijkheden op het Rokin in 1638. Ets door R. Saverij (?) naar S. de Vlieger

In 1632 verkocht Albert Burgh zijn grondbezit in de Nieuwe Wereld aan Kiliaen van Rensselaer. In datzelfde jaar werd Burgh curator van de Athenaeum Illustre en in 1635 werd hij Weesmeester. In 1638 werd Burgh, inmiddels een van de vier Amsterdamse burgemeesters, geschilderd door Thomas de Keyser. Op het schilderij is het moment afgebeeld waarop de burgemeesters Andries Bicker, Abraham Boom en Pieter Hasselaer het bericht ontvingen, dat Maria de Medici in aantocht was. Zij kreeg behalve een groots vuurwerk op de Amstel ook een Indische maaltijd, dat wil zeggen een gerecht met rijst in de Kloveniersdoelen aangeboden. Burgh verkocht haar een beroemde rozenkrans, die door Piet Hein in Salvador was veroverd. In 1639 namen de Amsterdamse burgemeesters het besluit het stadhuis te vervangen: het gebouw was te klein geworden.

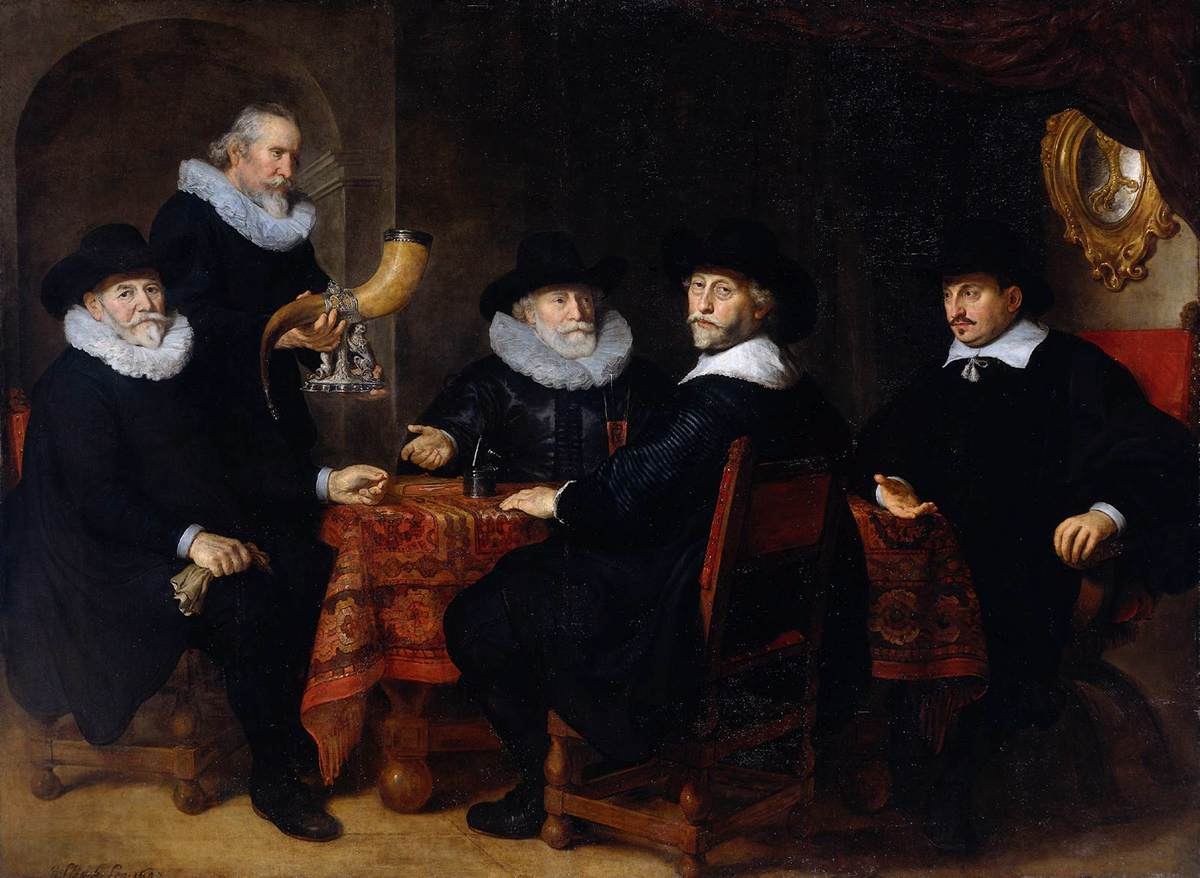
Albert Coenraetsz. Burgh, Jan Claesz. Vlooswijck, Pieter Reael en Jacob Willekens op het schilderij door Govert Flinck in 1642

## Laatste jaren
Burgh is in 1642 door Govert Flinck geschilderd als een van de vier overlieden van de Kloveniersdoelen. Burgh werd opnieuw burgemeester in 1643. Hij was inmiddels lid van de Raad van State, bewindhebber van de West-Indische Compagnie (het fort Coenraadsburg op de Goudkust is naar hem vernoemd) en lid van de Admiraliteit van Amsterdam. Burgh stierf op 24 december 1647 in Novgorod tijdens een nieuw gezantschap en werd vijf maanden later herbegraven in de Oude Kerk. Als tegenprestatie voor zijn diplomatieke reis schijnt hij een benoeming als drost van Muiden te hebben geëist.

## Kinderen
Zijn zoon Coenraat, die hem op zijn reis naar Rusland begeleidde, trouwde met Christina Hooft, de dochter van P.C. Hooft. Zijn kleinzoon Albert (1650-1708) was een leerling van Spinoza geweest en schreef hem - als Franciscaan in Rome en de Pauselijke Staat - een beroemd geworden brief om Spinoza op zijn rationalistische dwalingen en ongeloof in Christus te wijzen. Spinoza schreef op zijn beurt een anti-katholieke brief aan zijn ex-leerling Albert Burgh. Anna Burgh trouwde met Dirck Tulp, die eerder haar vader had begeleid op zijn reis door Rusland.
- Bibliothèque nationale de France: cb17165029g (data)
- Biografisch Portaal: 98993081
- Digitale Bibliotheek voor de Nederlandse Letteren: burg055
- Gemeinsame Normdatei: 1032517425
- International Standard Name Identifier: 0000 0003 9376 7122
- Virtual International Authority File: 288160025
- WorldCat: E39PBJqBmMKdmv7y64B8hfCfbd